# Решётка, собака, скобка, гривна, знак вопроса, доллар, ноль
«#@)₴?$0» (укр. Ґрати, песик, дужка, гривня, знак питання, долар, нуль, рус. Решётка, собака, скобка, гривна, знак вопроса, доллар, ноль) — еженедельный сатирический дайджест новостей с ведущим Романом Винтоновым в образе Майкла Щура. Первый выпуск программы вышел 6 ноября 2016 года.
Программа выходит по воскресеньям на трёх телеканалах: «UA: Первый», «24» и «Громадском», а также на YouTube-канале «Телевидение Торонто» (укр. Телебачення Торонто).
Запись программы осуществляется по пятницам на студии канала «24», который технически обеспечивает создание шоу. При этом программа ориентирована (по подаче, темпе и вёрстке) прежде всего на интернет-аудиторию

## Съёмочная группа
Творческое ядро программы — Евгений Самойленко (креативный продюсер «Общественного»), Андрей Кондратенко и Роман Винтонив. Именно эта троица работала вместе с 2013 года над предыдущими программами Майкла Щура: «Але є одне але» (рус. «Но есть одно но»), «Вйо до трону», «Вже на троні» (рус. «Уже на троне») и «Утеодин».
Над программой также работают сценарист Юрий Космина, режиссёр Елена Кучеренко и дизайнер Ларион Резник, которые также работали над программой «Утеодин». Новые члены коллектива — сценаристы Иван Оберемко и Антон Ходза.
В съёмке программы принимают участие около 30 человек, в том числе режиссёр, звукорежиссёр, продюсер, инженеры эфира, операторы, редактор, монтажёр, гримёр, дизайнер, художник-реквизитор, а также группа из 15 сценаристов.

## Финансирование
Создание программы осуществлялось при поддержке Национального фонда в поддержку демократии (NED), который выделил грант общественной организации «Украинское телевидение Торонто» (ОО «УТ-Торонто»), директором которой является Роман Винтонив. Впоследствии программа начала выходить на средства грантов Агентства США по международному развитию и фонда Pact.
Начиная с четвёртого сезона, чтобы «выйти на ноль», программа привлекает дополнительные средства из меценатских взносов в сети Patreon и размещения рекламы в программе и на страницах «Телевидения Торонто» в Facebook, Telegram и Instagram.

## Сезоны

### Второй сезон
В октябре 2017 начал выходить второй сезон программы «#@)₴?$0». Программа увеличила хронометраж до 40 минут и ввела новые рубрики. Соведущими Майкла Щура стали специальный корреспондент Ярослава Кравченко и ведущий рубрики «Инклюзия» Дмитрий Щебетюк. Каждый выпуск завершается живой музыкой: после короткого интервью украинские музыканты в студии программы исполняют одну композицию.
Последняя серия второго сезона (34-я) вышла в июле 2018 года.

### Третий сезон
14 октября 2018 начался третий сезон программы. В программе добавилось соведущих: кроме Ярославы Кравченко и Дмитрия Щебетюка, Майклу Щуру в кадре время помогают Александра Гонтарь, Егор Шатайло, Анатолий Остапенко и Максим Щербина.
Третий сезон программы сделал мемами такие высказывания как «ніт» (рус. «нет»), «пам’ятник свині» (рус. «памятник свинье»), «страшне!» (рус. «страшное!»).